# Moise Vauquelin
Moïse Vauquelin, detto anche Moses Vanclein (Normandia, ... – Tortuga, dopo il 1670), è stato un pirata francese.

## Biografia
Moïse Vauquelin , nato in Normandia, giunse nei  Caraibi attorno al 1650. La sua nave era parte della flotta di bucanieri organizzata da l'Olonese a Tortuga e con essa si dedicò al saccheggio degli insediamenti spagnoli nello Spanish Main nei due anni successivi. Vauquelin fu uno dei capitani pirati che presero parte al raid contro Maracaibo e Gibraltar nel 1666 e contro Puerto de Cavallo e San Pedro nel 1667.
L'Olonese e la sua flotta si divisero dal gruppo , e si recarono  in Guatemala, mentre Vauquelin con Pierre Le Picard scelsero diversamente, ed iniziarono a razziare le coste della Costa Rica, saccheggiando il villaggio di Veraguas, ma senza riuscire a conquistare Nata.
Vauquelin perse la sua nave dopo questo episodio, per quanto le circostanze non siano chiare in mancanza di fonti. Di sicuro poi si associò al pirata francese Chevalier du Plessis sul finire dell'anno. Dopo la morte di Plessis, Vauquelin fu eletto quale suo successore dalla ciurma, riuscendo a catturare una nave spagnola carica di cacao presso il porto de L'Havana prima di tornare a Tortuga. Nel 1670, assieme al bucaniere Philippe Bequel scrisse un resoconto delle proprie avventure indirizzandolo al vice ammiraglio Jean II d'Estrées e che risulta essere uno dei resoconti meglio dettagliati delle attività piratesche nei  Caraibi in quel periodo.